# Craspedochiton isipingoensis
Craspedochiton isipingoensis is een keverslakkensoort uit de familie van de Acanthochitonidae. De wetenschappelijke naam van de soort is voor het eerst geldig gepubliceerd in 1901 door Sykes.